# Ävlijärvet
Ävlijärvet och Alimmainen Avlijärvi, eller Ävlijävrik är sjöar i Finland. De ligger i kommunen Enare i landskapet Lappland, i den norra delen av landet, 1 100 km norr om huvudstaden Helsingfors. Ävlijärvet ligger 175 meter över havet. Omgivningarna runt Ävlijärvet är i huvudsak ett öppet busklandskap. Arean är 53,3 hektar och strandlinjen är 7,02 kilometer lång. Sjön  ingår i Neidenälvens huvudavrinningsområde. 